# Підсадки
Підса́дки — село в Україні, в Львівському районі Львівської області. Населення становить 154 особи.

## Населення
За даними всеукраїнського перепису населення 2001 року, в селі мешкало 154 особи. Мовний склад села був таким:
| Мова       | Число ос. | Відсоток |
| ---------- | --------- | -------- |
| українська | 154       | 100      |

## Відомі люди
- Бабій Зіновій Йосипович — український і білоруський оперний співак.